# Liste von Persönlichkeiten der Stadt Freital
Folgende Persönlichkeiten wurden in der Stadt Freital oder einer ihrer Vorgängergemeinden geboren oder hatten ihren Wirkungskreis in dieser Stadt; sie sind nach ihrem Geburtsdatum geordnet. Weiter sind die Ehrenbürger der Stadt in der Reihenfolge der Verleihung des Titels aufgeführt.

## Ehrenbürger
Als höchste Auszeichnung der Stadt Freital wurden seit 1951 sieben Personen – zuletzt 2004 – zu Ehrenbürgern ernannt:
- 1951: Karl Hanusch (* 9. Mai 1881 in Niederhäslich; † 19. November 1969 in Dresden), Maler und Graphiker
- 1967: Marianne Bruns (* 31. August 1897 in Leipzig; † 1. Januar 1994 in Dresden), Schriftstellerin
- 1967: Eva Schumann (geb. Feine), (* 8. Januar 1889 in Hainichen; † 3. Dezember 1973 in Freital), Übersetzerin und Schriftstellerin
- 1984: Erich Dittrich, Widerstandskämpfer und Vorsitzender der Arbeiter-Wohnungsgenossenschaft
- 1988: Hellmuth Heinz (* 31. August 1904 in Potschappel; † 15. Dezember 1994 in Freital), Widerstandskämpfer und Museologe
- 1994: Friedrich Pappermann (* 2. Februar 1909 in Dresden; † 28. August 1995 in Dresden), Kunstsammler und Stifter
- 2004: Gottfried Bammes (* 26. April 1920 in Potschappel; † 14. Mai 2007), Maler

## Söhne und Töchter der Stadt und ihrer Vorgänger

### Bis 1900

Johannes Schirmer, SPD-Politiker

- Andreas Tamitius (* 13. August 1633 in Döhlen; † 1700 in Dresden), Orgelbauer
- Johann Benjamin Thomae (* 23. Januar 1682 in Pesterwitz; † 8. März 1751 in Dresden), Bildhauer, Schnitzer, Modelleur
- Justus Christian Thorschmidt (* 23. Februar 1688 in Somsdorf; † 10. Juli 1750 in Annaburg), Pfarrer und Historiker
- Carl August Martin (* 17. Juli 1808 in Deuben; † 1848 in Dresden), Hofpostamtsekretär, Politiker
- Georg Irrgang (* 31. März 1860 in Kleinnaundorf; † 1939), Journalist und Schriftsteller
- Emil Adolf Bergmann (* 26. April 1861 in Potschappel; † 2. September 1931 in Dresden), Spiritist (Horpenit), Unternehmer
- Friedrich Adolf Geißler (* 4. Oktober 1868 in Döhlen; † 12. April 1931 in Dresden), Musikkritiker, Schriftsteller
- Oskar Böhme (* 24. Februar 1870 in Potschappel; † Oktober 1938 in Orenburg), Trompetenvirtuose und Komponist
- Max Däbritz (* 4. August 1874 in Zauckerode; † 8. April 1947 in Dresden), Gründer der Horpeniten, Spiritist, Unternehmer
- Adolph Nägel (* 16. Dezember 1875 in Döhlen; † 17. September 1939 in Dresden), Professor für Kolbenmaschinenbau, Rektor der TH Dresden
- Johannes Schirmer (* 8. Juni 1877 in Deuben; † 21. November 1950 in Pillnitz), MdR (1.–6. und 8. Periode, Wahlkreis Dresden-Bautzen), USPD-Politiker, ab September 1922 SPD-Politiker
- Karl Hanusch (* 9. Mai 1881 in Niederhäslich; † 19. November 1969 in Dresden), Maler und Grafiker
- Gustav Adolf Schaffer (* 14. November 1881 in Niederhäslich; † 28. Juni 1937 in Chemnitz), Maler
- Emil Zimmermann (* 27. Februar 1885 in Deuben; † 22. Januar 1966 in Radebeul), Politiker (SPD, USPD und SED), Mitglied des Oldenburgischen Landtags
- Walter Wilhelm (* 5. März 1886; † unbekannt, nach 1945), sächsischer Wirtschaftsminister
- Otto Schleinitz (* 5. Mai 1886 in Kleinnaundorf; † 20. Dezember 1951 in Freital), Politiker (SPD)
- Adolf Kurt Uhlig (* 15. Mai 1888 in Coßmannsdorf; † 7. März 1958 in Frankfurt/Main), Lehrer, MdR (6.–8. Reichstag) Wahlkreis 30 (Chemnitz-Zwickau), SPD-Politiker
- Hermann Lange (* 2. Juni 1890 in Niederhäslich; † 3. Dezember 1939 in Burgk), Maler und Grafiker
- Ernst Paul Weise (* 1890 in Niederhäslich; † 1981 in Berlin), Werbegraphiker
- Georg Bellmann (* 13. Oktober 1891 in Somsdorf; † 1946) Politiker (DVP), Reichstagsabgeordneter
- Max Militzer (* 23. Januar 1894; † 2. Dezember 1971 in Bautzen), Botaniker
- Margarete Hahn (* 5. November 1898 in Potschappel; † 19. August 1981 in Dresden), Gewerkschafterin

### 1901 bis 1950

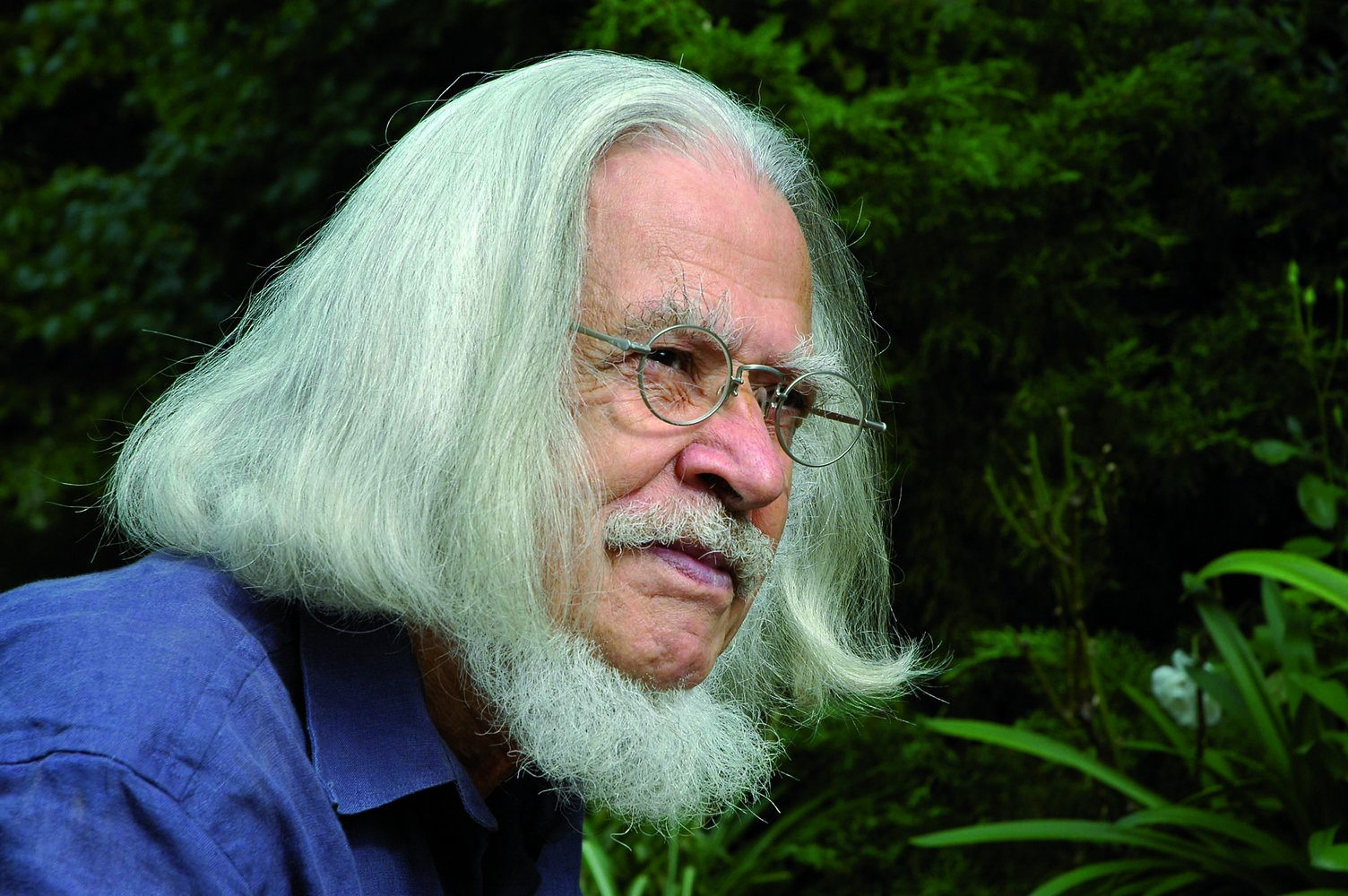
Max Manfred Queißer, Kultursoziologe und Maler

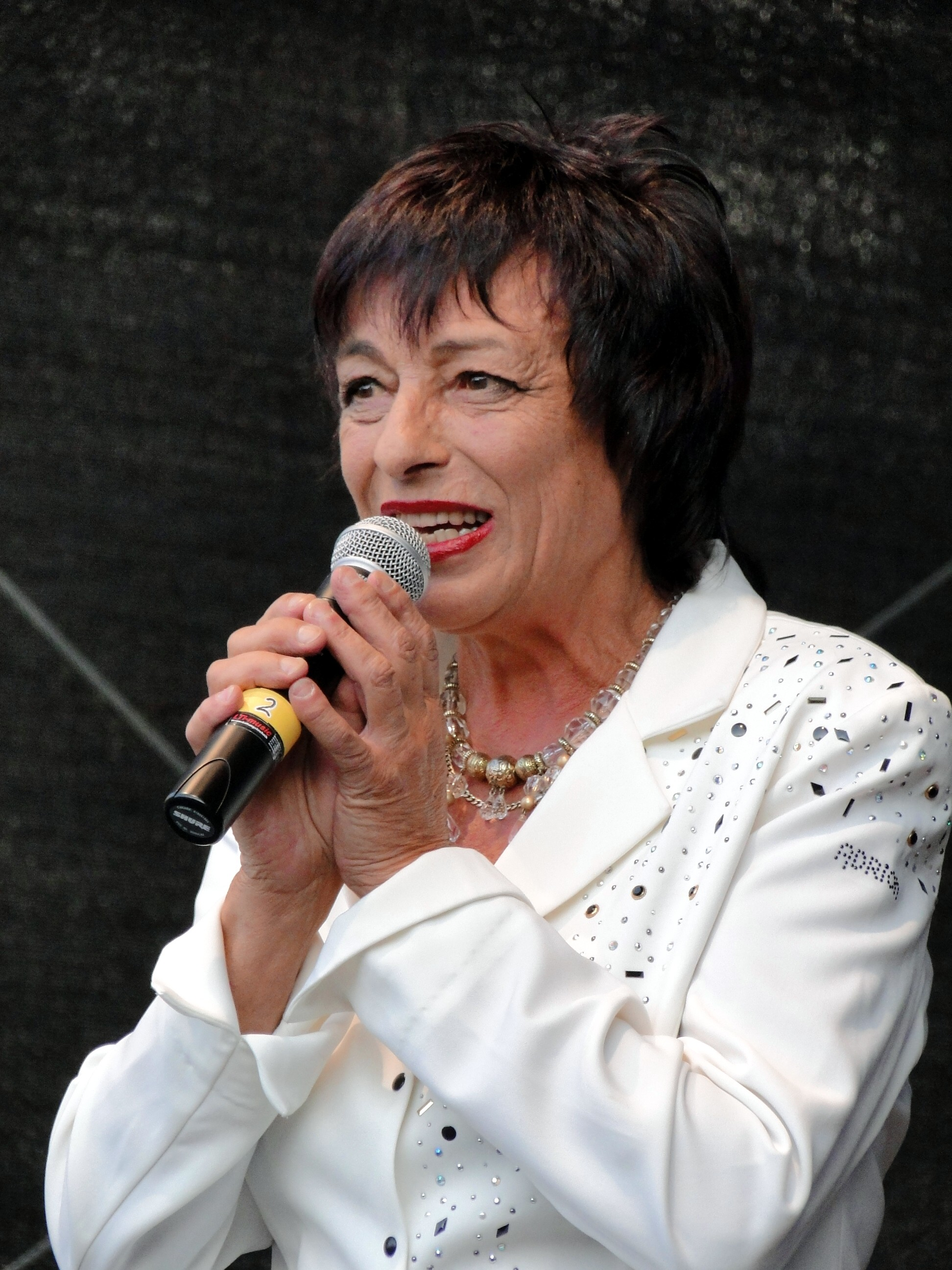
Ina-Maria Federowski, Sängerin

- Felix Bauer (* 27. Mai 1903 in Deuben; † 25. Februar 1976 in Freital), Ornithologe
- Walter Henke (* 10. Januar 1905 in Niederpesterwitz; † 10. März 1991 in Freital), Schachkomponist
- Gerhard Possner (* 6. Mai 1909 in Niederhermsdorf; † 20. Oktober 1944 in München), Mitglied beziehungsweise Unterstützer der Widerstandsgruppe um Franz Zielasko
- Hans Petzsch (* 27. März 1910 in Pesterwitz; † 10. Oktober 1974 in Halle (Saale)), Zoologe und Zoodirektor
- Charlotte Kroll (* 6. März 1922; † 13. Dezember 2016), KZ-Häftling und Trägerin des Bundesverdienstkreuzes
- Helmut Weihrauch (* 8. November 1922; † 20. November 2006), Politiker (SED), stellvertretender Minister
- Max Manfred Queißer (* 15. Februar 1927 in Freital; † 4. Mai 2016 in Radebeul), Kultursoziologe und Maler
- Helmut Otto (* 6. April 1927), Historiker
- Gerd Fleischer (* 13. Juni 1927; † 12. Januar 2018 in Magdeburg), Maschinenbauingenieur und Hochschullehrer
- Gerhard Patzig (* 4. September 1927; † 29. Juli 2009), Kunsthändler und Maler
- Hans Glauche (* 7. Februar 1928; † 9. August 1981), Schauspieler an der Dresdner Herkuleskeule
- Achim Schmidtchen (* 25. April 1928 in Wurgwitz; † 18. Dezember 1997 in Dresden), Schauspieler
- Hans Schuster (* 4. Dezember 1928; † 19. September 2009), Sportwissenschaftler und Hochschullehrer
- Hans Rohleder (* 22. Mai 1929 in Freital; † 21. Januar 2011 in Schkeuditz), Physiker
- Rolf Opitz (* 3. August 1929 in Weißig; † 11. Mai 2006), Politiker (SED)
- Joachim Klapczynski (* 15. September 1929; † 10. September 2006 in Sanne), Politiker der LDPD und Bürgermeister Eisenachs
- Hans Zukunft (* 16. September 1929), Offizier der Nationalen Volksarmee
- Harry Pietzsch (* 9. Dezember 1929; † 9. September 2003), Film- und Theaterschauspieler am Deutschen Theater Berlin
- Siegbert Löschau (* 13. Dezember 1929 in Weißig; † 6. September 2014), Politiker (SED), Minister für Chemische Industrie der DDR
- Ulrich Heber (* 25. Oktober 1930; † 12. Juni 2016), Professor für Botanik der Universität Würzburg
- Lothar Fischer (1932–2025), Kunsthistoriker und Schriftsteller
- Wolfgang Preissler (1932–2023), Musiker und Komponist
- Lothar Englert (* 18. Juli 1933 in Hainsberg; † 3. Oktober 2015 in Schwedt/Oder), Ingenieur und Politiker (SPD)
- Detlef Gojowy (* 7. Oktober 1934; † 12. Oktober 2008 in Remagen), Musikwissenschaftler
- Dieter Johannes Bellmann (* 4. November 1934; † 9. Dezember 1997 in Leipzig), Arabist
- Hans-Jörg Schramm (* 7. Juli 1935; † 20. Oktober 2015), Politiker (CDU)
- Frank Müller-Römer (* 24. März 1936 in Hainsberg), Medienexperte und Ägyptologe
- Siegfried Mühle (* 23. April 1937), Militärwissenschaftler und Genealoge, Friedrich-Engels-Preisträger
- Günter Trepte (* 25. Februar 1938; † 30. Dezember 2014), Hochschullehrer und Landtagsabgeordneter
- Peter Fritzsche (* 30. Mai 1938; † 7. November 2022 in Freital), Bildhauer und Plastiker
- Klaus Zieschang (* 1939), Sportwissenschaftler und Hochschullehrer
- Cornelius Schnauber (* 18. April 1939; † 21. Februar 2014 in Los Angeles), Literaturwissenschaftler, Autor
- Peter „Mampe“ Ludewig (* 22. Juli 1941; † 23. Dezember 2021), Musiker; Sänger und Schlagwerker der Rockband Electra
- Knut Richter (* 31. Mai 1943), Wirtschaftswissenschaftler
- Klaus Emmerich (* 10. August 1943), Fernseh- und Theaterregisseur sowie Drehbuchautor und Schauspieler
- Eva-Maria Schreiter (* 29. November 1944), Grafikerin
- Eberhard von der Erde (* 23. März 1945), Maler und Grafiker
- Bernd Schubert (* 14. Mai 1945), Leichtathletiktrainer
- Rainer Bach (* 13. März 1946; † 31. Dezember 2019), Karikaturist, Grafiker, Illustrator und Cartoonist
- Helmar Federowski (* 3. Mai 1946), Musiker
- Andreas Wilhelm (* 3. Februar 1947 in Hainsberg), Dirigent und Pianist
- Wolfgang Petrovsky (* 4. Juni 1947 in Hainsberg), Maler und Grafiker
- Ina-Maria Federowski (* 28. September 1949; † 13. Juli 2017 in Berlin), Sängerin
- Werther Lohse (* 17. Mai 1950), Rockmusiker

### Ab 1951

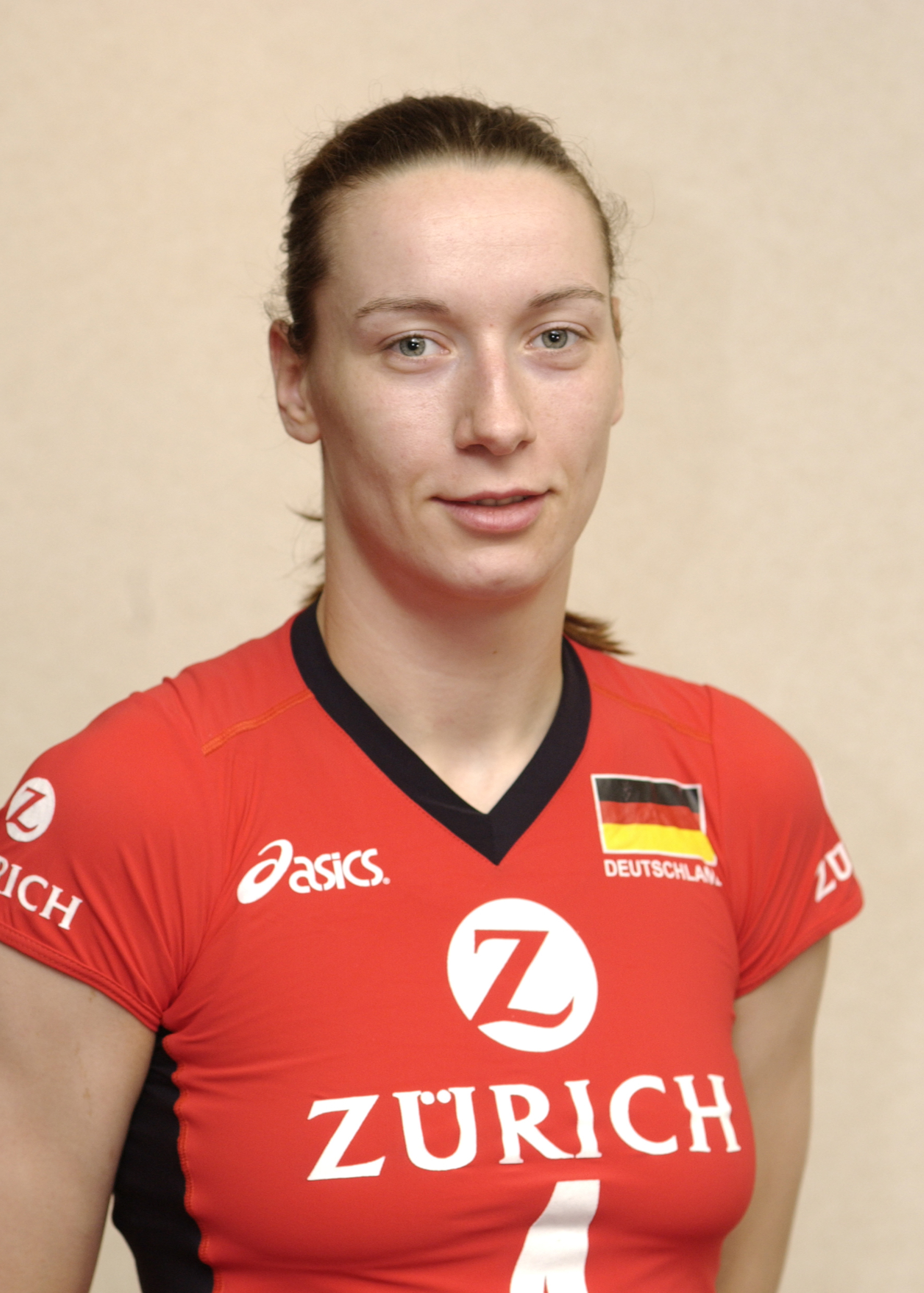
Kerstin Tzscherlich, Volleyballspielerin

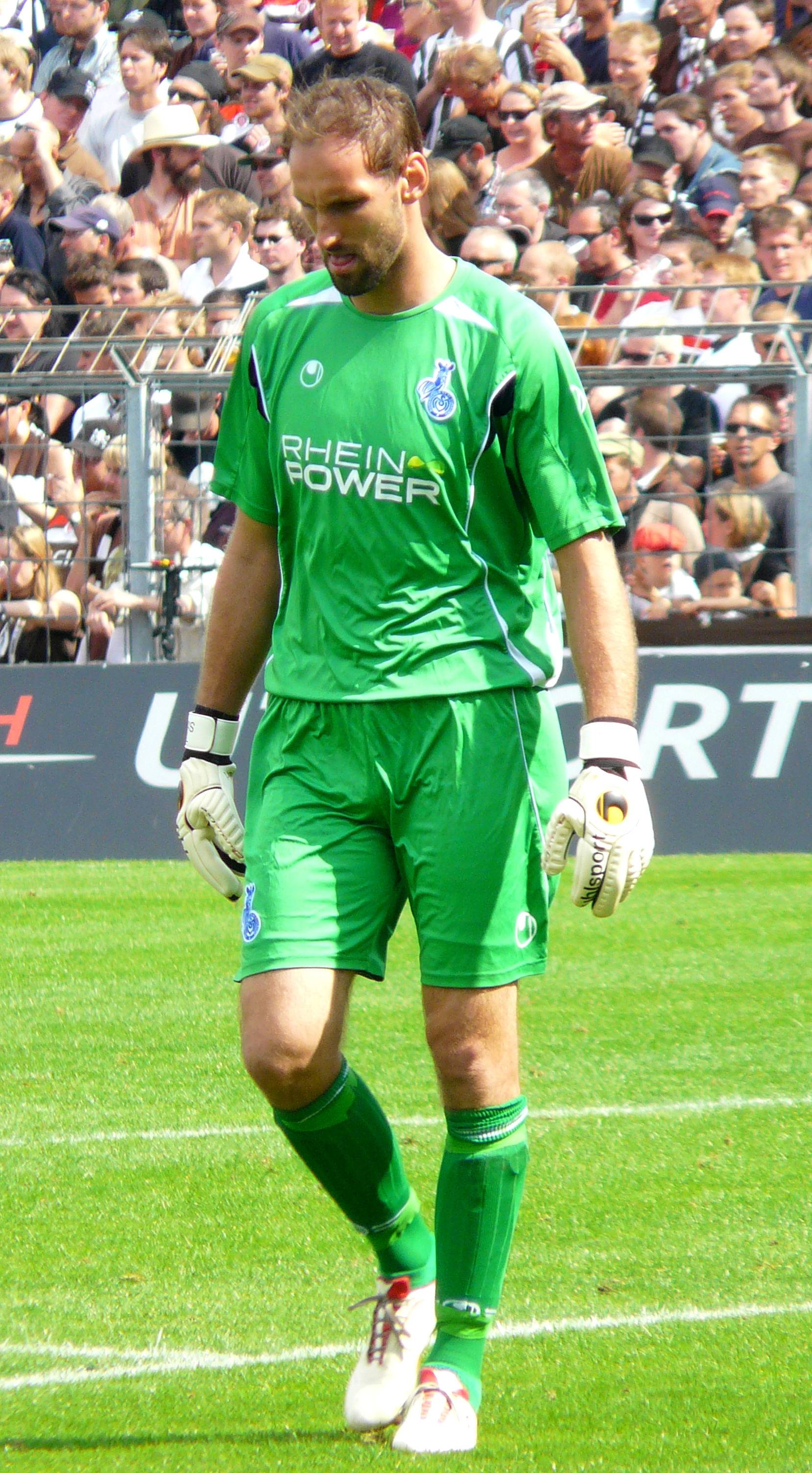
Tom Starke, Fußballspieler

- Eva Wittke (* 18. Juli 1951), Schwimmerin und Olympiateilnehmerin
- Andreas Schulz (* 5. Oktober 1951), Ruderer und Olympiateilnehmer
- Helmut Roleder (* 9. Oktober 1953), Fußballtorwart
- Andreas Küchler  (* 18. November 1953; † 2. April 2001), Maler und Grafiker
- Uwe Bewersdorf (* 4. November 1958), Eiskunstläufer
- Axel Poike (* 4. Oktober 1961), Schauspieler, Regisseur und Autor
- Andreas Ritter (* 24. Januar 1962), Sportfunktionär
- Ines Kummer (* 30. Dezember 1962), Politikerin (SED/Grüne)
- Steffen Hammermüller (* 25. Juni 1966), Fußballspieler
- Jens Kunze (* 1967), Historiker
- Anja Charlet (* 2. September 1967), Journalistin und Nachrichtenmoderatorin
- Silke Jäger (* 6. Februar 1968), Volleyballspielerin
- Ellen Kießling (* 17. Februar 1968), Leichtathletin und Olympiateilnehmerin
- Tom Mikulla (* 19. Februar 1969), Schauspieler
- Niels Modler (* 18. August 1969), Ingenieur
- Claudia Gallus (* 30. Dezember 1970), Schauspielerin und Filmeditorin
- Nico Däbritz (* 26. August 1971), Fußballspieler und -trainer
- Matthias Donath (* 19. April 1975), Kunsthistoriker, Historiker und Autor
- Jens Kruppa (* 3. Juni 1976), Schwimmer
- Ronald Schmidt (* 28. April 1977), Fußballspieler
- Kerstin Tzscherlich (* 15. Februar 1978), Volleyballspielerin
- Daniel Rosin (* 18. Mai 1980), Fußballspieler
- Tom Starke (* 18. März 1981), Fußballtorhüter
- Sophie Meister (* 1. November 1981), Schauspielerin und Model
- André Tienelt (* 24. November 1981), Koch
- Felix Michel (* 4. Oktober 1984), Kanute, Europameister
- Anne Matthes (* 30. April 1985), Volleyball- und Beachvolleyballspielerin
- Marco Swiniartzki (* 17. Oktober 1985), Historiker
- Nico Walther (* 7. Juni 1990), Bobsportler und Rennrodler
- Maxi Just (* 28. Juli 1994), Skeletonpilotin
- Robin Fluß (* 7. Mai 1996), Fußballspieler
- Erik Leuthäuser (* 26. Juni 1996), Jazzsänger
- Tim Schreiber (* 24. April 2002), Fußballspieler

## Persönlichkeiten, die vor Ort gewirkt haben

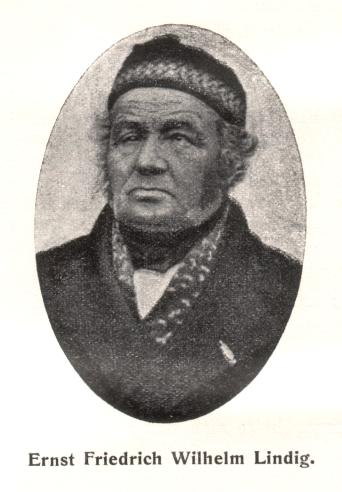
E. F. W. Lindig

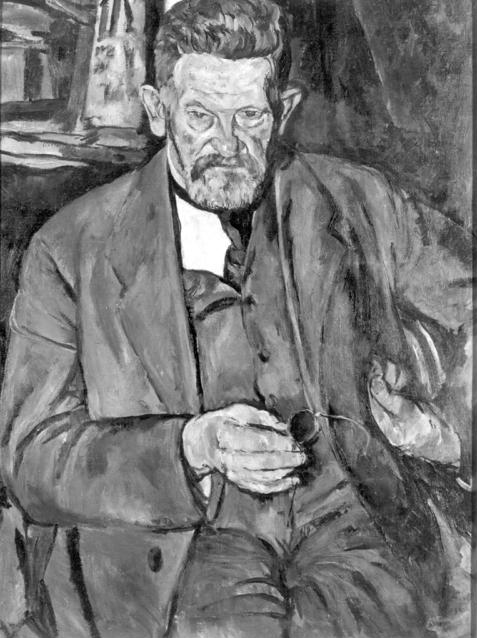
Heinrich Zille, Gemälde von Erich Büttner (Schwarzweißfoto des Gemäldes)

- Carl Wilhelm von Oppel (* 3. März 1767 in Freiberg; † 22. November 1833 in Dresden), kgl. sächs. Beamter, Mitglied des Landtages, Bergrat
- Ernst Friedrich Wilhelm Lindig (* 23. August 1779 in Groß Kamsdorf; † 4. März 1852 in Zauckerode), Bergbaupionier und Erfinder der Kohlenwäsche
- Adolf Theodor Roscher (* 20. Januar 1782 in Großenhain; † 20. Januar 1861 in Döhlen), Gründer der Glasfabrik Döhlen
- Gottfried Reichard  (* 26. März 1786 in Braunschweig; † 27. März 1844 in Döhlen), Chemiker und Ballonfahrer
- Wilhelmine Reichard (* 2. April 1788 in Braunschweig; † 23. Februar 1848 in Dresden), erste deutsche Ballonfahrerin
- Carl Friedrich August Freiherr Dathe von Burgk (* 29. April 1791 in Dresden; † 26. Juli 1872 in Dresden), Industrieller, Kohlenbaron
- Carl Gottlieb Thieme (* 12. September 1823 in Niederjahna; † 18. März 1888 in Potschappel), Porzellanfabrikant (Dresdner Porzellan[1])
- Heinrich Zille (* 10. Januar 1858 in Dresden; † 9. August 1929 in Berlin), wohnte 1865 in Potschappel
- Karl Schmidtchen (* 26. November 1858 in Oberzug bei Freiberg; † 15. November 1923), Geschäftsführer des Consumvereins Potschappel, 1903 Mitglied des ersten Vorstands des Zentralverbands deutscher Konsumvereine
- Ernst Robert Rudelt (* 21. Januar 1860 in Leisnig; † 15. Februar 1935 in Dresden), Gemeindevorsteher Deubens und Mitglied des Sächsischen Landtags
- Hermann Wolf (* 13. Mai 1861 in Großwaltersdorf; † 29. Januar 1939 in Freital), deutscher Lehrer und Naturheiler, Gründer eines Naturheilvereins im Plauenschen Grund
- Alphons Schneegans (* 12. Dezember 1867 in Straßburg; † 27. Juni 1946 in Freital), Architekt, beteiligt am Handbuch der Architektur
- Wolfgang Schumann (* 22. August 1887 in Dresden; † 22. April 1964 in Freital), Journalist, Schriftsteller
- Fritz Puder (* 1891; † 1951), Marionettenspieler in Deuben
- Willy Franz Gerber (* 21. April 1895 in Dresden; † 9. Mai 1980 in Freital), Superintendent in Chemnitz, ev. Oberlandeskirchenrat
- Carl Pouva (* 21. November 1903; † 16. Januar 1989 in Freital), Unternehmer, Kameraproduzent in Freital
- Richard Hofmann (* 8. Februar 1906 in Meerane; † 5. Mai 1983 in Freital), Fußballspieler beim Dresdner SC, Nationalspieler 1927–1933, Sportfunktionär
- Ernst Baumann (* 25. März 1907 in Oelsnitz/Erzgeb.; † 7. Oktober 1993), Direktor der Volksmusikschule
- Rolf Becker (* 6. März 1929 in Dresden; † 4. März 2008 in Pesterwitz), Volkskünstler, „Knete-Becker“
- Ralf Thomas (* 31. Juli 1932 in Wurzen; † 17. September 2018), evangelisch-lutherischer Theologe, Publizist, Autor, Historiker und Kommunalpolitiker (CDU), Stadtrat in Freital
- Georg Bartholomay (* 1937; † 28. März 2000 in Freital), Gartenexperte in Freital, Leiter des Gartenzentrums Freital-Hainsberg
- Klaus-Peter Arnold (1939–2024), Kunsthistoriker, Leiter der Sächsischen Porzellan-Manufaktur Dresden
- Rudolf Polley (* 1943), Stadtratsmitglied und Landrat des Landkreises Freital
- Olaf Stoy (* 20. Juni 1959 in Dippoldiswalde), Porzellankünstler und Autor
- Stephan Loge (* 18. Juli 1959 in Görlitz), Politiker (SPD), Zweiter Bürgermeister und Bürgermeisterkandidat in Freital